# Lista över småländska spelmän
Lista över småländska spelmän.

## Tranås
- Per Johan Carlsson (1867–1944).[1]
- Åke Carlsson (1905–1989).[1]

## Säby socken
- Olof Knut Ekwall (1877–1965).[1]

## Gränna
- Jean Johansson Wristel (1843–1926).[1]

## Loftahammars socken
- Karl Andersson (1834–1916).[1]
- Lars August Bengtsson (1834–1913).[1]

## Tryserums socken
- Anders Fredrik Andersson (1849–1928).[1]

## Jönköping
- Carl Gustaf Roos (1842–1917).[1]

## Skede socken
- Carl Henrik Adolphsson (1861–1941).[1]

## Vetlanda
- Johan Vilhelm Söderqvist (1865–1925).[1]

## Tolgs socken
- Jonas Johansson (1846–1939).[1]
- Jonas August Pettersson (1863–1951).[1]

## Jäts socken
- August Strömberg (1860–1947).[1]

## Oskarshamn
- Gustaf Holgersson (1893–1952).[1]

## Ålems socken
- Carl Johan Krej (1849–1917).[1]

## Vrigstads socken
- Oskar Berg (1895–1965).[1]

## Ekeberga socken
- Johan Fredrik Theandersson (1834–1922).[1]

## Värnamo
- Manfrid Fälth (1895–1982).[1]
- Ernst Gustafsson (1876–).[1]

## Skatelövs socken
- Johan Dahl (1846–1920).[1]

## Västra Torsås socken
- Håkan Johansson (1840–1912).[1]

## Virestads socken
- Magnus Persson (1832–1922).[1]

## Urshults socken
- Bror Strand (1891–1968).[1]

## Gullabo socken
- Viktor Svensson (1862–1941).[1]
- Frithiof Johansson (1885–1963).[1]

## Östra Torsås socken
- Hjalmar Thorsjö (1879–1960).[1]

## Markaryds socken
- Bernhard Ljunggren (1880–1959).[1]
- Nils Gustaf Lavin (1858–1936).[1]

## Torsås socken
- Vilhelm Andersson (1891–).[1]

## Ormesberga socken
- Sven Donat (1755–1815).